# Koppelpoort

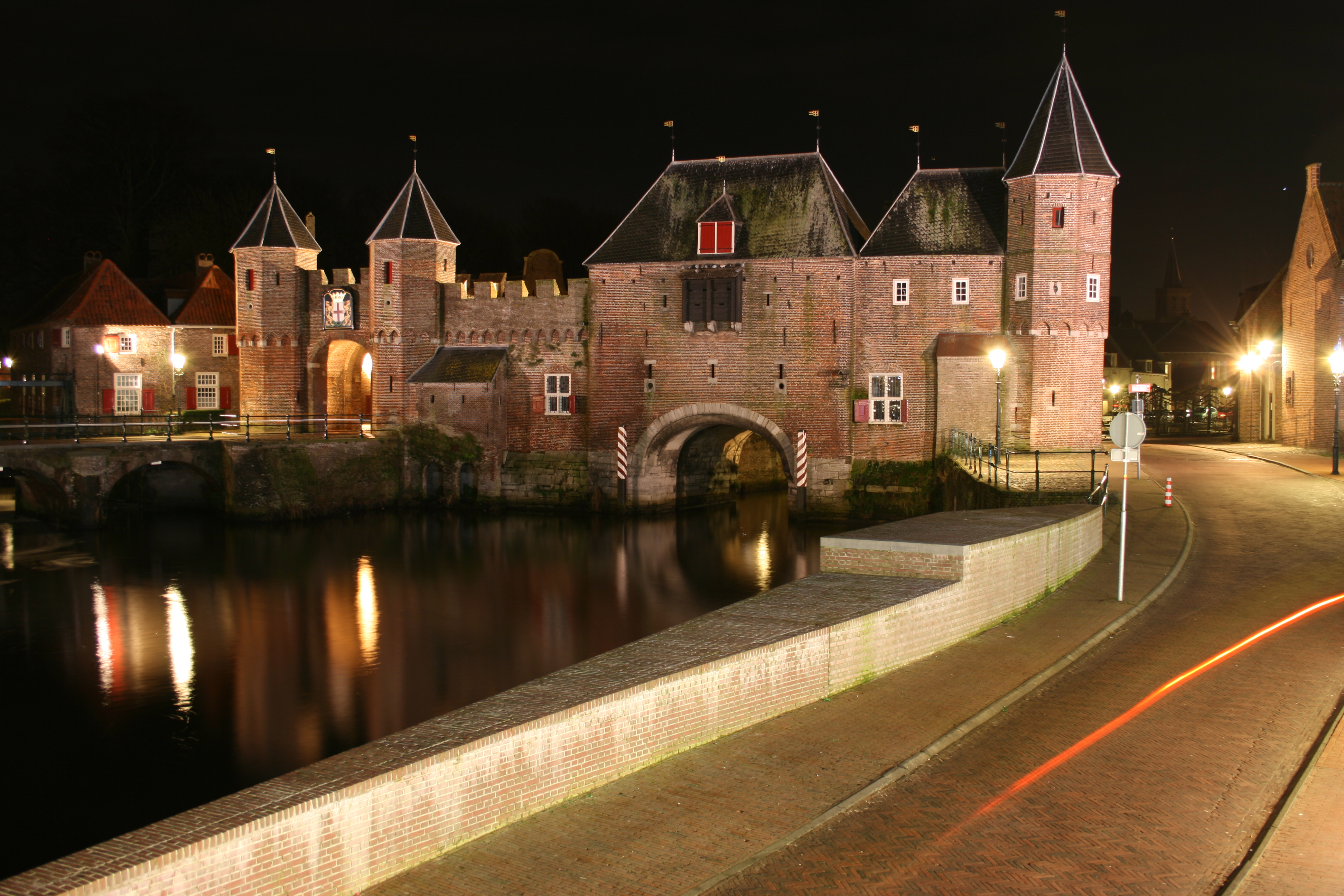
Veduta notturna della Koppelpoort.

La Koppelpoort è una fortificazione sul fiume Eem della città olandese di Amersfoort,  nella provincia di Utrecht, costruita tra il 1380 e il 1425. È una delle tre porte cittadine.
La struttura è classificata come rijksmonument nr. 7928.

## Descrizione
La Koppelpoort è parte della seconda cinta muraria della città ed è una combinazione tra una porta sull'acqua e una porta su terra.
Deve il proprio nome probabilmente ad alcuni giunti (in olandese: koppelingen; sing.: koppeling) nella struttura.
|  |  |

## Storia
La costruzione della Koppelpoort fu decisa alla fine del XIV secolo, congiuntamente alla costruzione di una seconda cinta muraria, per proteggere ulteriormente l'accesso alla città fortificata di Amersfoort, che era già una città fortificata.
Nel 1885-1886, fu intrapresa un'opera di restauro dell'edificio, sotto la direzione del celebre architetto Pierre Cuypers.  Durante questi lavori, fu aggiunta alla Koppelpoort una piombatoia.
Tra il 1969 e il 1993, fu installato nella Koppelpoort un teatro di marionette.
Nel 1997, vi fu un'ulteriore opera di restauro. Per quest'opera di restauro, la città di Amersfoort ricevette l'Europa Nostra Award.

## La Koppelpoort nell'arte
- La Koppelpoort compare nel dipinto di Matthias Witthoos Veduta di Amersfoort (1671)[7]